# Hundi loomine
Singles de Metsatöll
Ussisõnad
(2004)
Pistes de Hiiekoda
Saaremaa vägimees
(4) Kui meid sõtta sõrmitie
(6)
Hundi loomine (français : Création d'un loup) est le premier single du groupe de Folk metal estonien Metsatöll, sorti en 2002. Il fut enregistré le 5 février 2002 aux studios Matrix audio à Tallinn.

## Liste des titres
| Disque | Disque        | Disque                  | Disque                  | Disque | Disque | Disque | Disque | Disque | Disque |
| No     | Titre         | Paroles                 | Musique                 | Durée  |        |        |        |        |        |
| ------ | ------------- | ----------------------- | ----------------------- | ------ | ------ | ------ | ------ | ------ | ------ |
| 1.     | Hundi loomine | Markus Rabapagan Teeäär | Markus Rabapagan Teeäär | 2:45   |        |        |        |        |        |
| 2:45   |               |                         |                         |        |        |        |        |        |        |

## Clip
Un clip est réalisé en 2002 par Liina Paakspuu. Il met en scène le groupe jouant le morceau et effectuant un rituel païen.